# الحاين (فزنا)
الحاين هي إحدى مشيخات المملكة المغربية، تتبع جغرافيا لإقليم الرشيدية وإداريًا لفزنا. يقدر عدد سكانها بـ 90 نسمة حسب الإحصاء الرسمي للسكان والسكنى لسنة 2004.